# Porphyrolaema porphyrolaema
El cotinga gorgimorado (Porphyrolaema porphyrolaema), también conocido como cotinga degollada (en Colombia), cotinga golimorada (en Ecuador) o cotinga de garganta púrpura (en Perú), es una especie de ave paseriforme de la familia Cotingidae, la única del género monotípico Porphyrolaema. Es nativo de la cuenca del Amazonas occidental en América del Sur.

## Distribución y hábitat

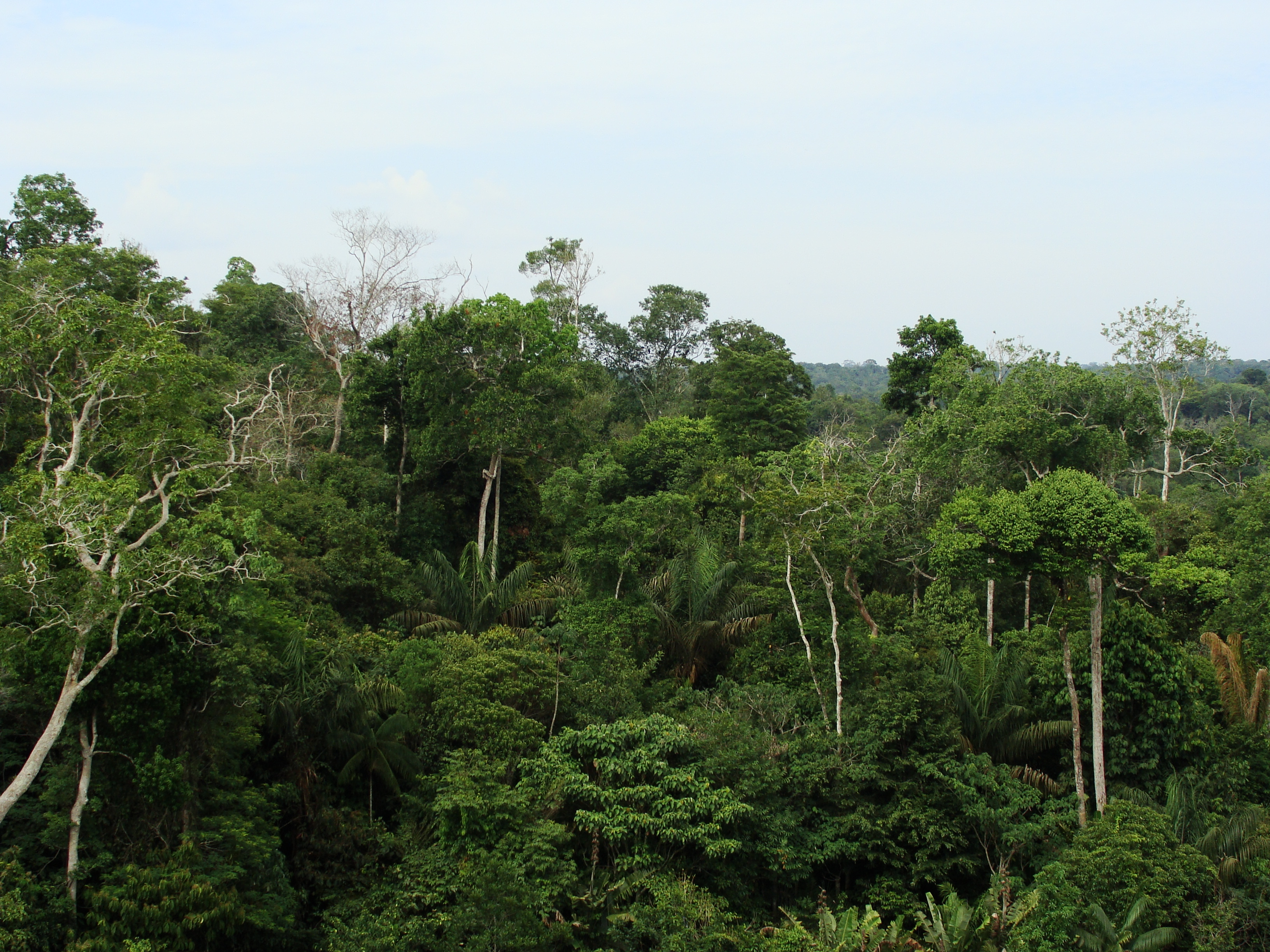
Dosel del bosque amazónico en Brasil, el hábitat de la especie.

Se distribuye desde el sur de Colombia hasta el este de Ecuador y Perú en el departamento de Madre de Dios y al este atravesando el extremo noroeste de Bolivia (La Paz) y en el oeste de la Amazonia brasileña. El límite oriental de la especie parece ser la parte baja del río Negro y el norte de Mato Grosso en Brasil. La distribución total del cotinga gorgimorado cubre aproximadamente 2 190 000 km², pero aparece a lo largo de la zona en parches con bajas densidades de población.
Esta especie es considerada poco común en sua hábitats naturales: el dosel y los límites de selvas húmedas hasta los 900 m de altitud, pero en su mayoría limita los bosques húmedos por debajo de 400 m. Se puede encontrar en cualquiera de los bosques húmedos no inundados o en los bosques de várzea, que se inundan estacionalmente. Es un ave no migratoria.

## Descripción
La especie presenta un fuerte dimorfismo sexual, ya que los machos y las hembras tienen pocas similitudes en su plumaje. El macho tiene partes superiores negras, incluyendo la cabeza, alas y cola. Las plumas de la espalda del ave hasta sus coberteras inferiores de la cola, así como sus coberteras sobre las alas, tienen franjas blancas. También hay una franja blanca visible en las alas y bordes blancos a las plumas terciarias. Además, el macho tiene una garganta púrpura oscura y el vientre blanco, con tonos negros salvo en sus flancos traseros.
En contraste, el cotinga gorgimorado hembra es de color marrón oscuro con bordes antes pálidos en las partes superiores. Las partes inferiores son acaneladas con tonos negros. La garganta es de color ante profundo. Las plumas de la cola de la hembra son más largas y puntiagudas que las del macho. El cotinga gorgimorado juvenil se asemeja a una hembra pálida; el plumaje de los inmaduros no se ha descrito.
La especie adulta mide aproximadamente 18 a 18,5 cm de longitud y pesa un promedio de 49 a 60 g. Tiene un pico ancho con un culmen fuertemente arqueado y pelos rictales débilmente desarrollados. El iris del ave es de color marrón oscuro, mientras que el pico y patas son de color negro.

### Vocalización
Esta especie tiene una voz poderosa que usa con poca frecuencia, a diferencia de otras especies de cotingas estructuralmente similares, que son en su mayoría silenciosas. El llamado del macho es un fuerte «preeeeeer» quejumbroso, que tiene una duración de uno o dos segundos, mientras decae en el tono y repite periódicamente desde las copas de los árboles.

## Ecología y comportamiento

### Alimentación
Se alimenta principalmente de los frutos de los árboles del bosque, sobre todo los pertenecientes al género Cecropia. También de vez en cuando consume pequeños invertebrados, como los insectos. Todas las observaciones reportadas de la especie alimentándose implican que el cotinga se inclina desde su posición para arrancar la fruta de un árbol en el dosel del bosque. Estas aves son diferentes de especies similares que frecuentemente se observan en parejas. Esta especie se posa en el dosel a tomar el sol de la mañana.

### Reproducción
Un cotinga gorgimorado macho solitario atrae a la hembra por posarse encima del dosel y dejando que el sol resalte su plumaje iridiscente. El comportamiento reproductivo de esta especie es en gran parte desconocido, pero la distribución en tiempos de muda implica que esta especie puede reproducirse por años.

## Estado de conservación
La especie no es bien conocida y parece ser naturalmente poco frecuente o rara a través de un área extensa; sin embargo, es casi seguro que no se ha registrado lo suficiente debido a su estilo de vida en los doseles. La Unión Internacional para la Conservación de la Naturaleza la considera como una «especie bajo preocupación menor», debido en parte a su gran variedad. Aunque la UICN no ha estimado el tamaño de la población, se cree que está disminuyendo debido a la pérdida de hábitat.

## Sistemática

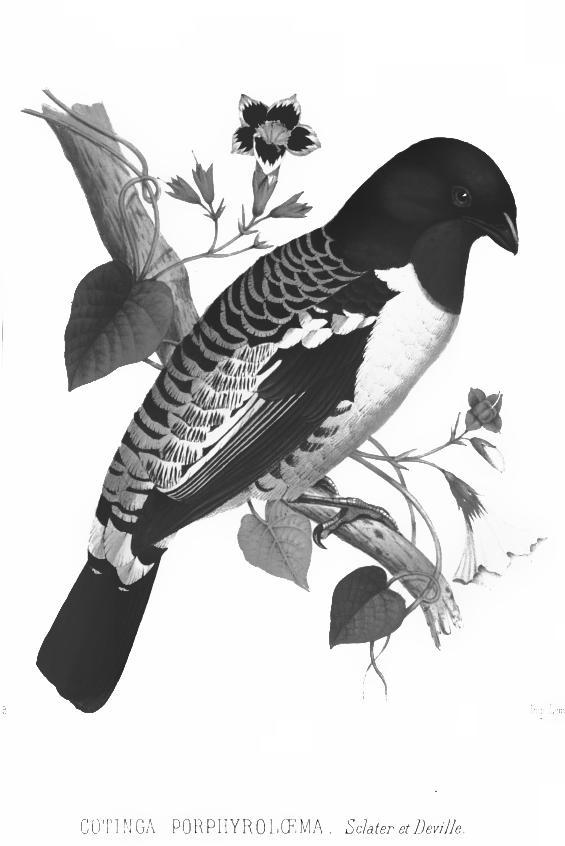
Cotinga porphyrolaema, ilustración por P.L. Sclater y Deville de un espécimen macho en Contributions to Ornithology, 1848 - 1852 Vol. 2 (1852).

### Descripción original
El cotinga gorgimorado fue descrito en 1852 bajo el nombre científico de Cotinga porphyrolaema por el naturalista francés Émile Deville y el zoólogo británico Philip Lutley Sclater a partir de un espécimen macho recogido cerca del río Ucayali en el distrito de Sarayacu (Perú) (la localidad tipo). El holotipo se mantiene en el Jardín de plantas de París. Sin embargo, sólo dos años después, la especie fue separada del género Cotinga en el género monotípico Porphyrolaema por el naturalista francés Charles Lucien Bonaparte.

### Etimología
El nombre genérico y específico porphyrolaema se compone de las palabras del griego antiguo «porphyros» que significa ‘púrpura profundo’ y «laimos» que significa ‘garganta’.

### Taxonomía
Si bien es estructuralmente similar a las especies del género Cotinga, el cotinga gorgimorado se diferencia de ellos en que tiene un pico más rechoncho, franja pálida distintiva más gruesa en las plumas de la espalda, y partes inferiores reservadas en la hembra. Aunque todavía se considera que está estrechamente relacionado con las especies Cotinga, análisis moleculares recientes han sugerido que las especies pueden, de hecho, formar un clado con otros cotingas residentes de dosel, específicamente los campaneros del género Procnias, los cotingas del género Carpodectes, el cotinga carinegro (Conioptilon mcilhennyi) del género monotípico Conioptilon, y el cuellopelado (Gymnoderus foetidus) del género monotípico Gymnoderus. De estos géneros, el análisis molecular sugiere que el cotinga gorgimorado estaba más estrechamente relacionada con los campaneros. Este cotinga no tiene subespecies reconocidas.
Berv & Prum (2014) produjeron una extensa filogenia para la familia Cotingidae reflejando muchas de las divisiones anteriores e incluyendo nuevas relaciones entre los taxones, donde se propone el reconocimiento de cinco subfamilias. De acuerdo a esta clasificación, Porphyrolaema pertenece a una subfamilia Cotinginae Bonaparte, 1849, junto a Lipaugus, Procnias, Cotinga, Conioptilon, Gymnoderus, Xipholena y Carpodectes. El Comité de Clasificación de Sudamérica (SACC) aguarda propuestas para modificar la secuencia linear de los géneros y reconocer las subfamilias. El Comité Brasileño de Registros Ornitológicos (CBRO), en la Lista de las aves de Brasil - 2015 ya adopta esta clasificación.